# Hellmuth Loening
Hellmuth Loening (* 6. Juli 1891 in Jena; † 19. Mai 1978 in Bad Godesberg) war ein deutscher Jurist und zeitweise Präsident des Oberverwaltungsgerichtes Jena und Senatsvorsitzender am Oberverwaltungsgericht Münster.

## Leben
Hellmuth Loening wurde am 6. Juli 1891 in Jena als Sohn des bekannten Jenaer Strafrechtsprofessors Richard Loening geboren. Hellmuth Loenings Großvater väterlicherseits war der bekannte Verleger Karl Friedrich Loening. Loenings ursprünglicher Wunsch nach einem Musikstudium wurde vom Vater nicht erlaubt, so dass er 1909 in Heidelberg mit dem Jurastudium begann, welches er 1912 in Jena mit dem ersten Staatsexamen abschloss. Er war Mitglied der Studentenverbindung Rupertia Heidelberg. Sein Referendariat wurde durch den Ersten Weltkrieg unterbrochen, an dem er als Leutnant der Reserve teilnahm. Dennoch blieb ihm Zeit, um 1918 mit der Dissertation Der Eigentumserwerb an beweglichen Sachen durch Abtretung des Herausgabeanspruchs des Nichteigentümers in Jena zum Dr. jur. promoviert zu werden. 1920 konnte Loening den juristischen Vorbereitungsdienst mit dem zweiten Staatsexamen abschließen. 
1921 bekam er eine erste Anstellung als Bezirkskommissar bei der Bezirksdirektion Apolda, wurde aber noch im gleichen Jahr zum Regierungsrat im Innenministerium des gerade neu gegründeten Landes Thüringen berufen. Innenminister war zu dieser Zeit August Frölich. Loening wirkte in der Folge vor allem auf dem Gebiet des Polizeirechts und war an verschiedenen Gesetzgebungsprojekten beteiligt. 1926 wurde er zum Oberverwaltungsgerichtsrat am Oberverwaltungsgericht Jena ernannt. Nach der Machtergreifung der Nationalsozialisten verblieb Loening zwar in seinem Amt, war aber ob seiner jüdischen Vorfahren und seiner Distanz zum Nationalsozialismus Benachteiligungen ausgesetzt. Dennoch überstand er das Kriegsende unbeschadet in Jena. 
Bereits kurz nach der Installierung der von der SMAD eingesetzten Landesverwaltung Thüringen unter Rudolf Paul begann Loening als nebenamtlich eingesetzter Leiter der Gesetzgebungsabteilung der Landesverwaltung im Auftrag des Landespräsidenten die neue Gesetzgebung in Thüringen maßgeblich zu prägen. Dabei setzte er sich besonders für einen umfassenden Wiederaufbau der Verwaltungsgerichtsbarkeit ein und arbeitete ein Anpassungsgesetz zur Landesverwaltungsordnung von 1930 heraus. In Folge dieser schon frühen gesetzgeberischen Tätigkeit im Verwaltungsrecht war Thüringen das erste Land in allen vier Besatzungszonen, welches die Gründung eines Oberverwaltungsgerichtes auf den Weg brachte. Dieses wurde am 22. Juni 1946 in Jena eröffnet, zu dessen Präsidenten wurde Hellmuth Loening ernannt. Unter seiner Präsidentschaft entwickelte sich das OVG Jena zu einer für die SBZ eher untypischen rechtsstaatlichen Instanz, die einen erstaunlich effektiven Verwaltungsrechtsschutz gewährleisten konnte und den Bürger immer wieder gegen willkürliches Handeln der Verwaltungen verteidigen konnte. In der bis 1952 eher rudimentär entwickelten Verwaltungsgerichtsbarkeit der SBZ/DDR nahm das OVG Jena nicht zuletzt unter Loening zumindest bis 1948 eine Ausnahmestellung ein. Zwangsläufig geriet Loening dadurch immer mehr in Konflikt mit der SED-dominierten Verwaltung der SBZ. Nach einer Neuregelung der Verwaltungsgerichtsbarkeit im Oktober 1948 zog er es vor, nach Nordrhein-Westfalen zu flüchten. Dort fand Loening recht schnell wieder Anschluss in den juristischen Betrieb. 1949 wurde er zunächst zum Präsidenten des Verwaltungsgerichtes Minden ernannt. 1952 wechselte er auf eigenen Wunsch an das OVG Münster, wo er als Senatsvorsitzender bis zu seiner Pensionierung 1959 den Kommunalsenat führte.
Loening starb 86-jährig in Bad Godesberg.

## Werk
Loening lernte während seines Studiums den bald führenden Verwaltungsrechtler Walter Jellinek kennen, der seine juristischen Grundauffassungen maßgeblich prägte. Speziell zum thüringischen Verfassungs- und Verwaltungsrecht machte sich Loening während der Weimarer Republik durch zahlreiche Publikationen einen Namen. Besonders hervorzuheben ist dabei ein Kommentar zur thüringischen Verfassung, der 1926 bereits in 3. Auflage erschien. In der Bundesrepublik betätigte sich Loening als Mitherausgeber der Fachzeitschriften Kommunale Steuerzeitschrift und Archiv des öffentlichen Rechts und als Verfasser zahlreicher juristischer Fachbeiträge. Noch 1970 war er Mitverfasser eines Kommentars zum Kommunalabgabengesetz des Landes Nordrhein-Westfalen vom 21. Oktober 1969.

## Ehrungen
- 1961 Großes Bundesverdienstkreuz